# Alucita flavicincta
Alucita flavicincta är en fjärilsart som beskrevs av Walsingham 1915. Alucita flavicincta ingår i släktet Alucita och familjen mångfliksmott, (Alucitidae). Inga underarter finns listade i Catalogue of Life.